# Schisandra neglecta
Schisandra neglecta är en tvåhjärtbladig växtart som beskrevs av Albert Charles Smith. Schisandra neglecta ingår i släktet Schisandra och familjen Schisandraceae. Inga underarter finns listade.